# 周继林
周继林（1917年2月—2021年8月22日），女，湖南长沙人，中国口腔颌面修复专家，曾任中国人民解放军军医进修学院教授、博士生导师。